# Peter Cornelius
Peter Cornelius (alemany: Carl August Peter Cornelius)  (Magúncia, 24 de desembre de 1824 - Magúncia, 26 d'octubre de 1874) va ser un compositor i poeta alemany.

## Biografia
Peter Cornelius era fill de la parella d'actors Carl (1793–1843) i Friederike Cornelius, de soltera Schwadtke (1789–1867); els seus germans eren l'historiador Carl Adolf Cornelius (1819–1903) i l'escriptor Auguste Cornelius (1826–1890). .
Després d'acabar l'escola secundària, Cornelius va treballar com a violinista i actor al teatre de Mainz i, als 19 anys, es va convertir en actor de la cort a Wiesbaden el 1843. El 1844 va anar a Berlín a viure amb el seu oncle, el pintor Peter von Cornelius. Després d'alguns fracassos, Cornelius va abandonar la seva carrera com a actor i va estudiar composició amb Siegfried Dehn de 1845 a 1849. Algunes de les seves obres de música de cambra i d'església, així com cançons profanes, van ser creades durant aquest temps. La seva obra més important d'aquest període és l'Stabat Mater per a solistes, cor i orquestra de 1849, que va ser escrit com a obra final del seu aprenentatge amb Dehn.
El 1851 Cornelius va treballar a Berlín com a crític musical per a les revistes "Echo" i "Modespiegel". A través de la mediació del seu oncle, va conèixer Franz Liszt el 1853 i va viure al seu barri de Weimar amb interrupcions fins al 1858. Influït per Liszt, Cornelius va defensar amb vehemència la Nova Escola Alemanya a la "Neue Zeitschrift für Musik". Durant aquests anys també es va escriure una gran part de la seva música per a l'església catòlica.
El 15 de desembre de 1858 es va estrenar l'òpera de Cornelius Der Barbier von Bagdad. La representació dirigida per Franz Liszt es va convertir en un escàndol perquè els oponents de Liszt la van interrompre. Cornelius va aprofitar aquest fracàs com una oportunitat per anar a Viena el 1859, on va conèixer Friedrich Hebbel i Richard Wagner. "La limitació i consolidació sensata i suau del que Wagner havia aconseguit en el seu millor moment" era, segons reconeix ell mateix, el seu objectiu. Cornelius es va quedar a Viena fins al 1864 i va acompanyar Wagner a Munic el 1865. Allà va gaudir d'un sou d'honor del rei Lluís II. El 21 de maig de 1865, la segona òpera de Cornelius Der Cid es va estrenar amb èxit. El 1867 Cornelius va ser nomenat a la recentment construïda escola de música de Munic com a professor de retòrica i harmonia.
El 1867 Cornelius es va casar amb Bertha Jung (* 1834; † 1904) a Mainz. Amb ella va tenir una filla i tres fills, entre ells Carl Maria Cornelius (1868–1945). Va morir a la seva ciutat natal el 26 d'octubre de 1874 als gairebé 50 anys d'edat d'una diabetis mellitus que encara no era tractable. Va ser enterrat al cementiri principal de Magúncia.
Cornelius va ser un compositor de cançons extremadament prolífic. La base de gairebé la meitat de les seves cançons eren els seus propis poemes, que també van ser musicats per altres compositors. Cornelius també es va descriure com un "poeta-compositor". La qüestió de si havia de ser poeta, músic o periodista musical el va acompanyar gairebé tota la vida. Precisament aquesta indecisió i també el seu caràcter modest i força reservat van fer que estigués sempre a l'ombra dels seus contemporanis Richard Wagner i Franz Liszt, als quals admirava. No obstant això, avui és molt valorat principalment com a compositor de cançons.

## Obres (selecció)
Composicions
- Stabat mater per a solistes, cor i orquestra(1849)
- "Mir klingt ein Ton so wunderbar" (1854)
- Brautlieder (1856)
- Weihnachtslieder op. 8 (1856–1870)
- Der Barbier von Bagdad, òpera còmica (1858)
- Der Cid, Oper (1865)
- Rèquiem Seele vergiss sie nicht basat en un text de Friedrich Hebbel (1872)
- Gunlöd, Òpera inacabada en tres actes (1869–1874) basada en Edda (Giant Gunnlöd), addició i orquestració dels esbossos deixats enrere Waldemar von Baußnern (1906)
- Missa en re menor per a cor de dones, soprano i alt sol i orgue, cordes ad lib.; CWV 91
- Quartets de corda

Escrits
- Literarische Werke. Ausgewählte Briefe nebst Tagebuchblättern und Gelegenheitsgedichten. Editat per Carl Maria Cornelius. 2 volums. Breitkopf & Härtel, Leipzig 1904–1905.
- Gesammelte Aufsätze. Gedanken über Musik und Theater, Poesie und bildende Kunst. Editat i comentat per Günter Wagner. Schott, Mainz i altres. 2004, ISBN 3-7957-1340-4.

## Arxiu Peter Cornelius
La seva finca va ser avaluada i ampliada sistemàticament pel seu fill i biògraf Carl Maria Cornelius. Des que va ser adquirida per la ciutat de Magúncia a la seva vídua l'any 1950, ha constituït el nucli de l'Arxiu Peter Cornelius de la Biblioteca Municipal de Magúncia, que té, per tant, la col·lecció d'obres de l'artista més important a nivell internacional. L'arxiu es va ampliar encara més a través de dècades de compres d'antiquaris per part de la biblioteca de la ciutat.
Una de les incorporacions més espectaculars a l'arxiu va tenir lloc l'any 1999 amb la transferència de l'últim gran inventari dels manuscrits musicals del compositor de la col·lecció Joseph Standthartner (1818–1892), que la Sparkasse Mainz va adquirir el 1987.
La finca inclou diversos materials de l'obra musical i literària de Peter Cornelius. Conté manuscrits musicals com autògrafs i en còpies, gravats musicals (sovint en les primeres edicions), poemes de Peter Cornelius, cartes de i a Peter Cornelius, quaderns i diaris, correspondència familiar i una col·lecció d'imatges.

## Record
A Mainz
- Una placa a la terrassa de Kupferberg commemora la casa on va néixer.
- La tomba del compositor es troba al cementiri principal.
- Un bust de Peter Cornelius dissenyat per Hugo Lederer el 1930 sobre un pilar rodó format per tres tambors de pedra sorrenca vermella es troba * al passeig del cinturó verd "Drususwall" de Mainz.
- A Mainz-Neustadt, Corneliusstrasse i Peter-Cornelius-Platz van rebre el seu nom.
- El conservatori va rebre el nom de Peter Cornelius el 1936: Peter Cornelius Conservatory of the City of Mainz.
- L'estat de Renània-Palatinat honra els músics amb la placa de Peter Cornelius des de 1951.

A la resta d'Alemanya
- Els carrers de Peter Cornelius commemoran el compositor a diverses ciutats alemanyes, per exemple a Augsburg (Pfersee), Erfurt, Neubrandenburg, Nieder-Olm, Reutlingen, Rostock, Sindelfingen i Weimar.
- Els carrers Cornelius de Berlín-Lankwitz,[2] Frankfurt del Main, Ludwigsburg i Nierstein (cadascun als barris dels compositors) també recorden a Peter Cornelius.
- La Corneliusstrasse de Munic va rebre el nom del seu oncle Peter von Cornelius ja el 1830. Avui, però, el nom s'entén com un honor per a tots dos.

A Àustria
- A Viena-Mariahilf (districte 6), Corneliusgasse va rebre el seu nom i el seu oncle Peter von Cornelius el 1867.
- A Salzburg una placa commemorativa a Nonntaler Hauptstraße 20 i Peter-Cornelius-Gasse commemora el compositor.

Als Països Baixos
- A Waalwijk, la Peter Corneliusstraat porta el seu nom.

## Catàleg d'obres
Günther Wagner: Peter Cornelius. Llista de les seves obres musicals i literàries. Schneider, Tutzing 1986, ISBN 3-7952-0455-0.